# アーマンド・ヴァン・ヘルデン
アーマンド・ヴァン・ヘルデン（英: Armand Van Helden、1970年2月16日 - )は、アメリカのDJ、プロデューサー。マサチューセッツ州ボストン出身。

## 来歴
1990年代前半より、ニュー・オーダーやディー・ライトなどのアーティストのリミックスを手がける一方、自身の名義でも「Witch Doktor」や「The Funk Phenomena」などの楽曲を発表。
1996年に手がけた、トーリ・エイモスの「Professional Widow (It's Got To Be Big)」のリミックスは、イギリスの1997年1月12日付シングルチャート、およびアメリカのクラブチャートでも1位を獲得し、大ヒットとなった。
1998年に発表されたアルバム「トゥー・フューチャー・フォー・ユー」からのシングル「U Don't Know Me」は、自身名義では初のシングルチャート1位(1999年6月2日付、イギリス)を獲得した。
自身の作品に於いてはラッパーとのコラボレーションも盛んで、これまでにコモン (楽曲「Full Moon」)、ファット・ジョー (楽曲「Touch Your Toes」)、ディジー・ラスカル (楽曲「Bonkers」、2009年5月30日付シングルチャート1位(イギリス))などと作業している。
日本のアーティストでは、2008年に浜崎あゆみのリミックス・アルバム「Ayu-mi-x 6」にて、楽曲「INSPIRE」を手がけている。

## ディスコグラフィ

### アルバム
- 1998年 「トゥー・フューチャー・フォー・ユー」 (ポリドール (現ユニバーサルミュージック))
- 2000年 「キリング・ピューリタンズ」 (イーストウエスト・ジャパン (現ワーナーミュージック・ジャパン))
本来のジャケット写真は、少年兵が草むらで銃を構えているものであったが、一部地域では別のアートワークに差し替えられた。
- 2002年 「ガンディー・カーン」 (ワーナーミュージック・ジャパン)
- 2005年 「ニンフォ」 (KSR)
- 2007年 「ゲットーブラスター」 (KSR)
2009年には、リミックスアルバムの「Ghettoblaster Remixes」が発売されている。

その他、コンピレーション・アルバムやDJ Mixアルバムなどもリリースしている。

## 別名義
- Deep Creed
- Sultans of Swing
- Banji Boys
- Circle Children
- Old School Junkies
- Jungle Juice
- Armand & The Banana Spliffs
- Hardhead
- Wizzards of Wax
- The Mole People
- Chupacabra
- Duck Sauce

Deep CreedやThe Mole Peopleなどの名義でも作品を発表。中でも、カナダ人DJのA-Trakとのユニット、ダック・ソース(Duck Sauce)は、"Barbra Streisand"（同名のアメリカ人歌手から命名）、"Big Bad Wolf"などの楽曲を発表し、前者はカニエ・ウェスト、ファレル・ウィリアムスなど大勢のアーティストがカメオ出演するミュージック・ビデオで、後者は男性2人の性器がそれぞれA-Trakとアーマンドの顔になっているというミュージック・ビデオ（米「ビルボード」誌では、"2011年最も有害なビデオ"と紹介された）で話題を呼んだ。2014年に、ダック・ソース名義では初となるフル・アルバム「Quack」をリリースした。